# Neonella cabana
Neonella cabana là một loài nhện trong họ Salticidae.
Loài này thuộc chi Neonella. Neonella cabana được María Elena Galiano miêu tả năm 1998.